# Сура Аз-Зухруф
Сура Аз-Зухруф (араб. سورة الزخرف‎) або Прикраси — сорок третя сура Корану. Мекканська, містить 89 аятів.